# Прекорница (планина)
Прекорница је планински масив у Црној гори који наткриљује Бјелопавлићку равницу са њене северне стране. Када се посматра са пута од Даниловграда према Никшићу, дугачки масив завршава се Острошом гредом и на супротној страни досеже до кањона Мораче, где се на крају, на југоистоку као посебан масив издваја планина Каменик (1 815 m).
Прекорница раздваја Бјелопавлићку жупу на југу и Никшићку жупу на северу, а у правцу исток-запад простире се у дужини од скоро 20 кm. Највиши врх је Кула (1 927 m). Он припада једној од две скупине врхова на овој планин. То је скупина око Куле и у централном делу. Другу скуипину чине врхови који делом гравитирају према Маганику, а делом према кањону Мораче.
Други по висини је врх Маринковина (1 808 m) који је најближи Бјелопавлићкој равници, а трећи Соколова греда (1 792 m) који је нешто северније, док су други врхови према западу све нижи. Североисточно од Куле налази се врх Миљевац (1 803 m) као посебан масив, чији се врхови надносе над Мораковом и простором где извире река Грачаница.
Планини је могуће прићи из више праваца: правац из Подгорице преко Радовча, из Даниловграда, Никшића, са Рекочице, односно из правца Маганика и из правца Јаворка на путу за Острошку греду.